# Martin Stenmarck
Martin Olof Jon Stenmarck (Täby, Estocolmo; 3 de octubre de 1972), conocido como Martin Stenmarck, es un artista y cantante pop/rock sueco con tres álbumes en el mercado, One en 2001, Think of Me en 2004 (reeditado en 2005 incluyendo el tema Las Vegas y el recientemente publicado Nio Sanningar Och En Lögn.

## Biografía
Formó su propia banda de rock a la temprana edad de 14 años. A los 18 años consiguió el gran premio en un concurso nacional de cazatalentos y a partir de entonces empezó a recibir numerosas becas de estudios musicales, incluyendo la renombrada Alice Babs para canto. Su talento le permitió cubrir versiones de canciones desde hard rock hasta jazz.
En el año 2000 se unió a la gira internacional Rhapsody in Rock, en la que se vendieron todas las entradas con una audiencia de 130.000 espectadores aproximadamente. Dicho tour, que llegó a pasar las fronteras de China, terminó en el Albert Hall de Londres. A finales de 2002, y gracias al rápido crecimiento de su fanbase, Martin decidió lanzar al mercado su primer álbum. One fue bien recibido por el público sueco y traspasó las fronteras de su país natal, llegando a las listas de éxito de Alemania e Italia con el sencillo I’m Falling. En 2004, Martin publicó Think of Me, su segundo álbum también completamente en inglés.
Martin también es conocido por estar casado con la cantante Hanna Hedlund así como por su triunfo en el Melodifestivalen 2005 con la canción Las Vegas, y su posterior participación en el Festival de Eurovisión 2005 representando a Suecia en Kiev (Ucrania) clasificándose en 19º lugar de 24, algo insólito para el país escandinavo que hasta entonces tenía el récord absoluto de mayor número de años sin salir del Top-10, siete.
Tras sus dos primeros discos completamente en inglés, en 2006 se decantó por el sueco empezando con el sencillo "7milakliv" acompañado por un impactante y polémico vídeoclip. El resultado ha sido espectacular siendo diez semanas número uno en Suecia y llegando al doble sencillo de platino. Fue invitado al programa musical Sommarkrysset (junio de 2005), Invitado al programa matutino Nyhetsmorgon (3 de septiembre de 2006) y Invitado al programa de entrevistas diurnas FörKväll (18 de septiembre de 2006). Tiene 3 hijos con Hanna Hedlund: Ida Stenmarck (nacida en 2004), Love Stenmarck (nacida el 5 de noviembre de 2006) y Saga Eva-Li Stenmarck (nacida el 14 de abril de 2012).
El disco, titulado Nio Sanningar Och En Lögn ("Nueve verdades y una mentira") salió unas semanas después del sencillo y estuvo dos semanas en el #1 vendiendo en su primera más de 30.000 copias. Hasta el momento ha llegado a las 60.000 copias certificadas (disco de platino).
También se ha embarcado en una carrera de actor de voz, doblando películas de animación. Puso la voz en sueco a Rayo McQueen en la película de Disney Cars. Desde 2011 también es el presentador del programa de televisión Kvällen är din.

## Discografía

### Sencillos
- 2005 - Las Vegas #1 (2 semanas) Cert. Oro (10 000)
- 2006 - Sjumilakliv #1 (10 semanas) Cert. 2x Platino (40.000)
- 2007 - Nästa Dans

### Álbumes
| Año  | Álbum                       | Pos.  | Ventas | Cert.   |
| ---- | --------------------------- | ----- | ------ | ------- |
| 2001 | "One"                       | x     | x      | x       |
| 2004 | "Think Of Me"               | 25    | x      | x       |
| 2005 | "Think Of Me" (Reedición)   | 9     | x      | x       |
| 2006 | "Nio Sanningar Och En Lögn" | 1 (2) | 60.000 | Platino |

## Películas y series
2007 Serie Babben & Co (1 episodio) como Invitado
2010 Serie Hellenius hörna (1 episodio) como Invitado
2014 Película Kärlek deluxe interpretó a John
2017 Serie Björn Skifs - Ja jäklar i min lilla låda (3 episodios)
2020 Serie Lucky Bay (32 episodios) interpretó a  Danne
2022 Película Zero Contact interpretó a Hakan